# Wilhelm Schepmann
Wilhelm Schepmann (ur. 17 czerwca 1894 w Hattingen, zm. 26 lipca 1970 w Gifhorn) – niemiecki bojówkarz, działacz partyjny, nauczyciel, policjant i polityk, ostatni Stabschef (głównodowodzący) Sturmabteilung. Weteran I wojny światowej.

## Biografia
Do NSDAP wstąpił w 1922 roku i brał udział w organizowaniu SA w przemysłowym Zagłębiu Ruhry w Westfalii. W 1928 roku powierzono mu funkcję rzecznika partyjnego. W 1931 r. porzucił pracę nauczycielską i przeszedł do pracy partyjnej w SA. Po dojściu Hitlera do władzy już w lutym 1933 r. objął kierownictwo SA w Westfalii i jednocześnie był komendantem policji w Dortmundzie.
Jako dowódca SA odpowiadał za szkolenie Volkssturmu w używaniu broni palnej (art. 3 dekretu z 25 września 1944).
Po wojnie Schepmann ukrywał się pod fałszywym nazwiskiem, jednak w 1949 r. został ujęty przez brytyjską służbę wywiadowczą Secret Intelligence Service. Po bezskutecznym postępowaniu sądowym został uznany w 1954 roku za niewinnego.
Schepmann usiłował podjąć pracę jako nauczyciel, jednak władze szkolne nie dopuściły do jego zatrudnienia. Pomimo tego został radnym z listy Związku Wypędzonych (Bund der Heimatvertriebenen und Entrechteten) BHE w powiecie i gminie Gifhorn. W 1956 r. został tam zastępcą burmistrza. W 1961 r. pod naciskiem opinii publicznej ustąpił ze stanowiska.